# Australian Open 2025
Australian Open 2025 byl 113. ročník úvodního tenisového grandslamu sezóny, konaný mezi 12. a 26. lednem 2025. V otevřené éře tenisu představoval 57. ročník australského majoru. Řadil se do kalendáře profesionálních okruhů mužů ATP Tour a žen WTA Tour. Grandslam probíhal v melbournském Melbourne Parku na 15 soutěžních dvorcích s tvrdým povrchem GreenSet.
Organizátory se staly Mezinárodní tenisová federace a Australský tenisový svaz. V pozici generálního partnera působila od roku 2002 jihokorejská automobilka Kia. Australský major začal podruhé v řadě již v neděli a měl tak 15denní průběh. V tomto ohledu navázal na formát French Open. Vítězové do žebříčků získali dva tisíce bodů vyjma soutěže smíšené čtyřhry.
Titul v mužské dvouhře obhájila světová jednička Jannik Sinner. Ženský singl vyhrála Madison Keysová, pro níž to byl první kariérní grandslam. Ve čtyřhrách triumfovali Harri Heliövaara s Henrym Pattenem a mezi ženami první světový pár tvořený Kateřinou Siniakovou a Taylor Townsendovou. Prvními australskými šampiony mixu od roku 2013 se stali Olivia Gadecká s Johnem Peersem.
Australian Open 2025 překonal grandslamové rekordy divácké návštěvnosti. Během kvalifikačního týdne do areálu zavítalo 116 528 diváků, v průběhu čtrnáctidenního turnaje 1 102 303 osob a celková návštěvnost činila 1 218 831 lidí. Turnaje celé australské letní sezóny v Adelaide, Brisbane, Canbeře, Hobartu, Perthu a Sydney navštívilo 335 993 diváků.

## 113. ročník

### Přehled

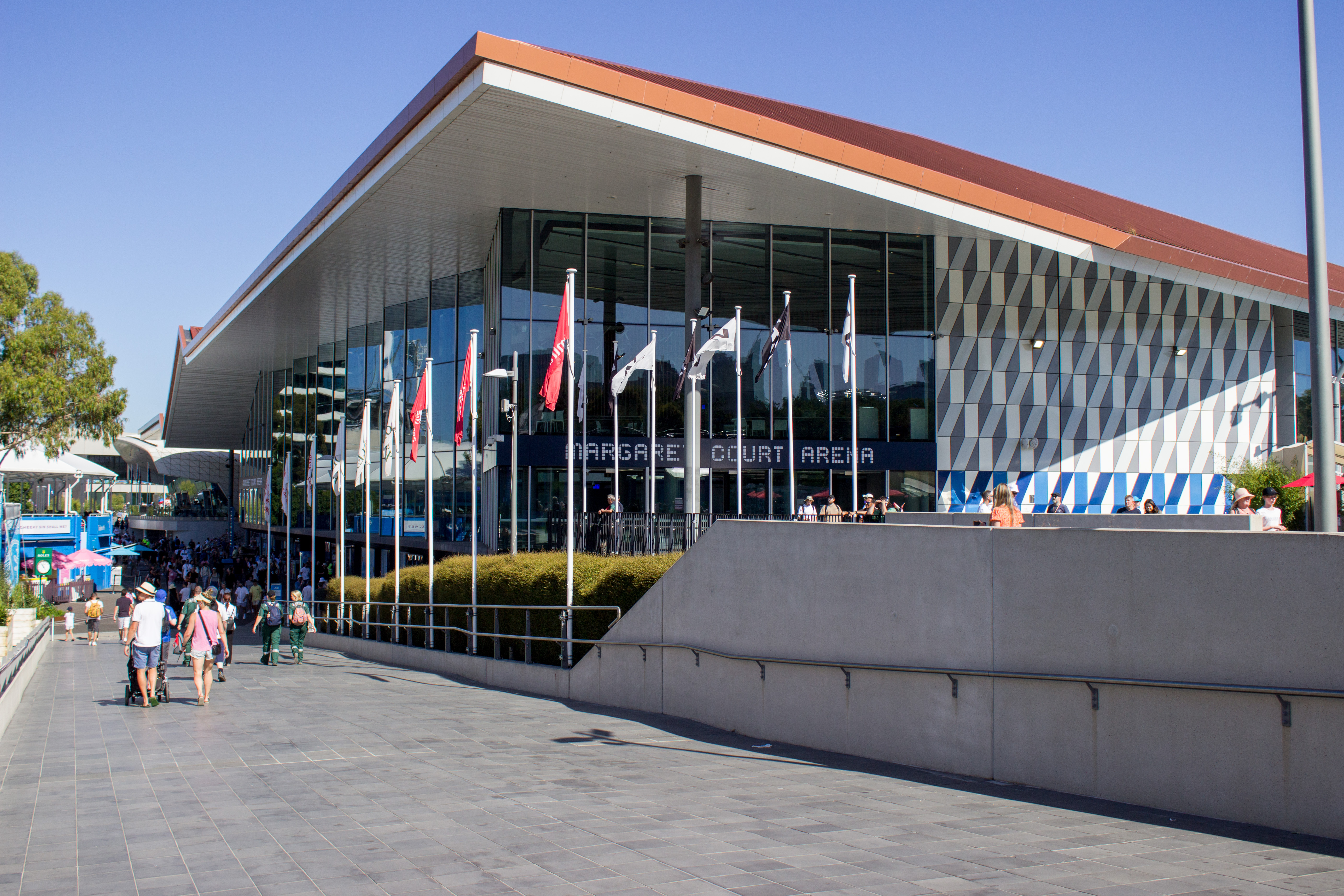
Margaret Court Arena zastřešená v roce 2015

Australian Open 2025 představoval 113. ročník tenisového grandslamu v Austrálii, jenž se do Melbourne vrátil v roce 1972. V sezóně 1988 se pak přesunul z melbournského Kooyong Clubu do nově postaveného areálu ve Flinders Parku.
Grandslam zahrnoval soutěže mužské i ženské dvouhry, mužskou, ženskou a smíšenou čtyřhru. Na programu byly také soutěže juniorů v kategorii 18letých, patřící do nejvyšší kategorie Grade A, a singlové a deblové soutěže vozíčkářů, včetně kvadruplegiků, hrané v kategorii Grand Slamu na vozíčkářské UNIQLO Tour. Legendy se představily v novém formátu soutěže dvou šestičlenných týmů nazvaném Legends Cup. Každý člen odehrál dvě čtyřhry a jeden mix. Vítězné družstvo Austrálie tvořili Patrick Rafter, Lleyton Hewitt, Mark Philippoussis, Samantha Stosurová, Alicia Moliková a Casey Dellacquová. Výběr světa reprezentovali Tommy Haas, James Blake, Marcos Baghdatis, Daniela Hantuchová, Andrea Petkovicová a Iva Majoliová.
Turnaj se konal na 15 soutěžních dvorcích s tvrdým povrchem GreenSet, se sytým tónováním pro vyšší kontrast míčku vůči podkladu. Mezi hlavní zastřešené stadiony patřily Rod Laver Arena pro 15 tisíc diváků, John Cain Arena s 9 646 místy a Margaret Court Arena určená až pro 7 500 návštěvníků. V lednu 2022 byl zprovozněn čtvrtý největší dvorec Show Court Arena pro 5 tisíc diváků, pojmenovaný po hlavním partneru jako KIA Arena. Pátý největší stadion 1573 Arena měl kapacitu 3 tisíce diváků. Shodnou kapacitou disponoval i pátý dvorec Show Court 3.
V závěrečných, rozhodujících sadách utkání za stavu gamů 6–6 následoval 10bodový supertiebreak. Hrálo se s míči Dunlop. Generálním partnerem byla automobilka Kia, která poskytla 130 vozů, a hlavními partnery pak firmy Emirates, Luzhou Laojiao a Rolex. V účinnosti bylo pětistupňové pravidlo teplotního indexu, které vyjma teploty vzduchu zohledňovalo také vlhkost, rychlost větru a další parametry. Při výsledné hodnotě indexu nad 4,0 mohli tenisté požádat o desetiminutovou přestávku, ženy po druhém a muži po třetím setu. Ve třech největších arénách se po zatažení střechy přestávka nekonala. Při indexu 5,0 byla hra přerušena na všech otevřených dvorcích (včetně tréninkových) rozhodnutím vrchního rozhodčího turnaje. Technologii pro monitorování dopadu míčů, elektronického čárového rozhodčího, spravovala společnost Rolex.
V důsledku invaze Ruska na Ukrajinu na konci února 2022 řídící organizace tenisu ATP, WTA a ITF s grandslamy rozhodly, že ruští a běloruští tenisté mohli dále na okruzích startovat, ale do odvolání nikoli pod vlajkami Ruska a Běloruska.

### Stastistické údaje
Ve 24 soutěžích ročníku, včetně kvalifikací a týmové soutěži legend, startovalo 825 tenistů ze 70 států. Nejvyšší počet 87 hráčů bylo z Austrálie, následováno 85 Američany a 55 Francouzi. Odehráno bylo 1 098 zápasů a použito více než 86 400 míčů. Oficiálními strunami turnaje Yonex bylo vypleteno 7 769 raket. Vrchní rozhodčí turnaje Cheryl Jenkinsová vedla 249členný tým funkcionářů a rozhodčích z 34 států. Na grandslamu se podílelo 428 sběračů míčů mezi 12 a 15 lety věku.
Ve dvouhrách nastříleli nejvíce es Alexander Zverev (79) a Madison Keysová (34), nejrychlejší servis do hry uvedli Giovanni Mpetshi Perricard (232 km/h) a Coco Gauffová (194 km/h), nejvyšší úspěšnosti po prvním podání dosáhli Francisco Comesaña (85 %) a Wang Sin-jü (77 %), a po druhém podání Stan Wawrinka (71 %) a Majar Šarífová (71 %), a nejvíce dvojchyb se dopustili Gaël Monfils (37) a Coco Gauffová (35).

## Vítězové
Mužskou dvouhru vyhrál vyhrál první hráč žebříčku Jannik Sinner, čímž obhájil titul z předchozího ročníku. Jako osmý hráč otevřené éry vyhrál i třetí grandslamové finále a stal se prvním Italem historie s třemi grandslamy z dvouhry. Ve 23 letech obhájil australskou trofej jako nejmladší od 22letého Jima Couriera v roce 1993.
V ženské dvouhře zvítězila světová čtrnáctka Madison Keysová, ve 29 letech čtvrtá nejstarší vítězka debutového grandslamu v otevřené éře. Jako první od Sereny Williamsové v roce 2005 porazila v jediném ročníku Australian Open světovou jedničku i dvojku. V semifinále odvrátila mečbol Świątekové.
V deblové soutěži mužů získali trofej Fin Harri Heliövaara s Britem Henrym Pattenem. Po triumfu ve Wimbledonu 2024 si odvezli druhou grandslamovou trofej.
V ženské čtyřhře zvítězil první světový pár tvořený Češkou Kateřinou Siniakovou a Američankou Taylor Townsendovou. Siniaková se stala první desetinásobnou grandslamovou šampionkou od Hingisové ve Wimbledonu 2015. Rovněž jako mužští šampioni vyhrály druhý společný grandslam po Wimbledonu 2024.
Smíšenou čtyřhru ovládli Olivia Gadecká s Johnem Peersem jako první australští šampioni od roku 2013. Peers ve 36 letech vybojoval druhý grandslam z mixu a 22letá Gadecká vyhrála první kariérní major.

### Galerie vítězů

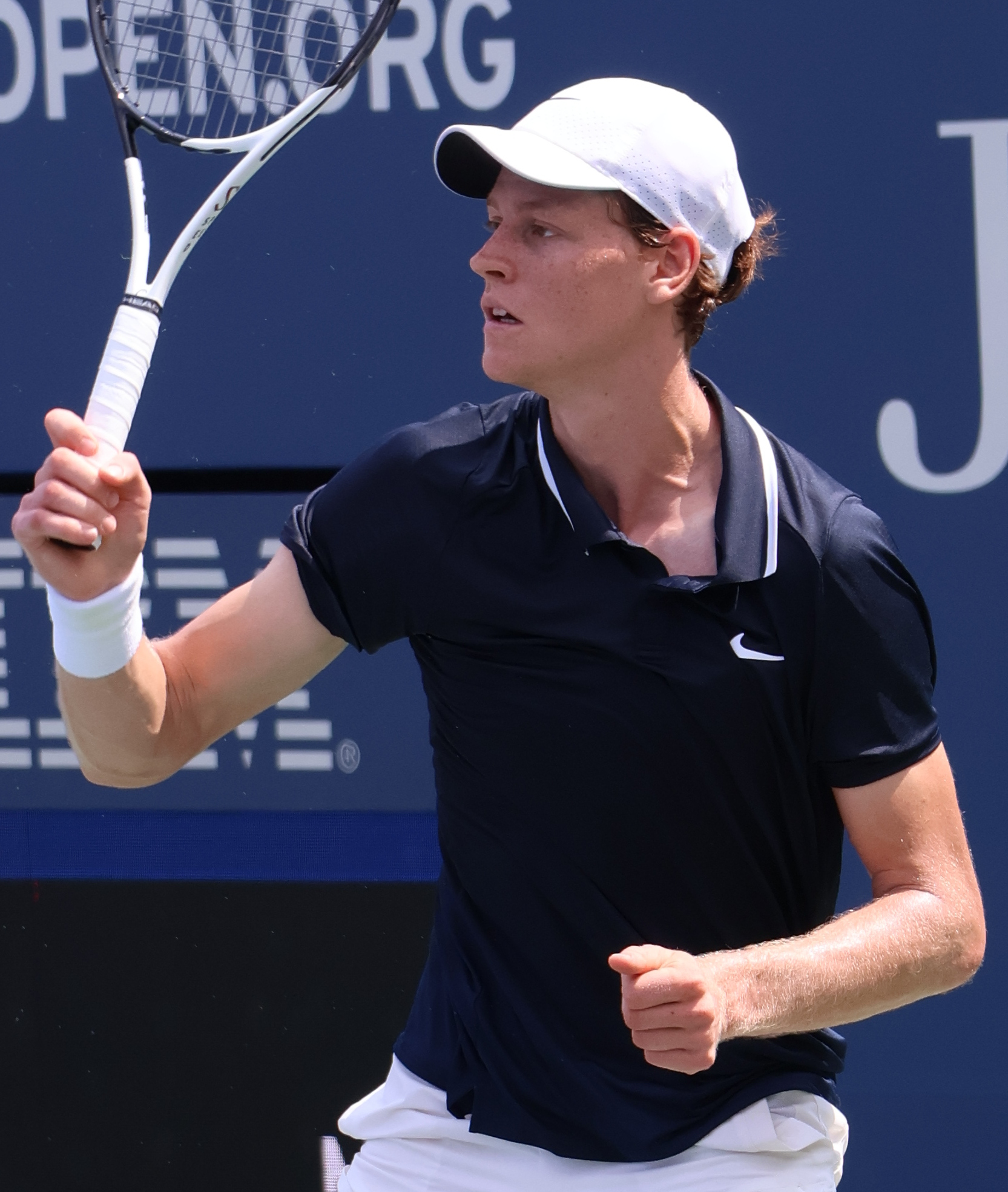
Jannik Sinner mužská dvouhra
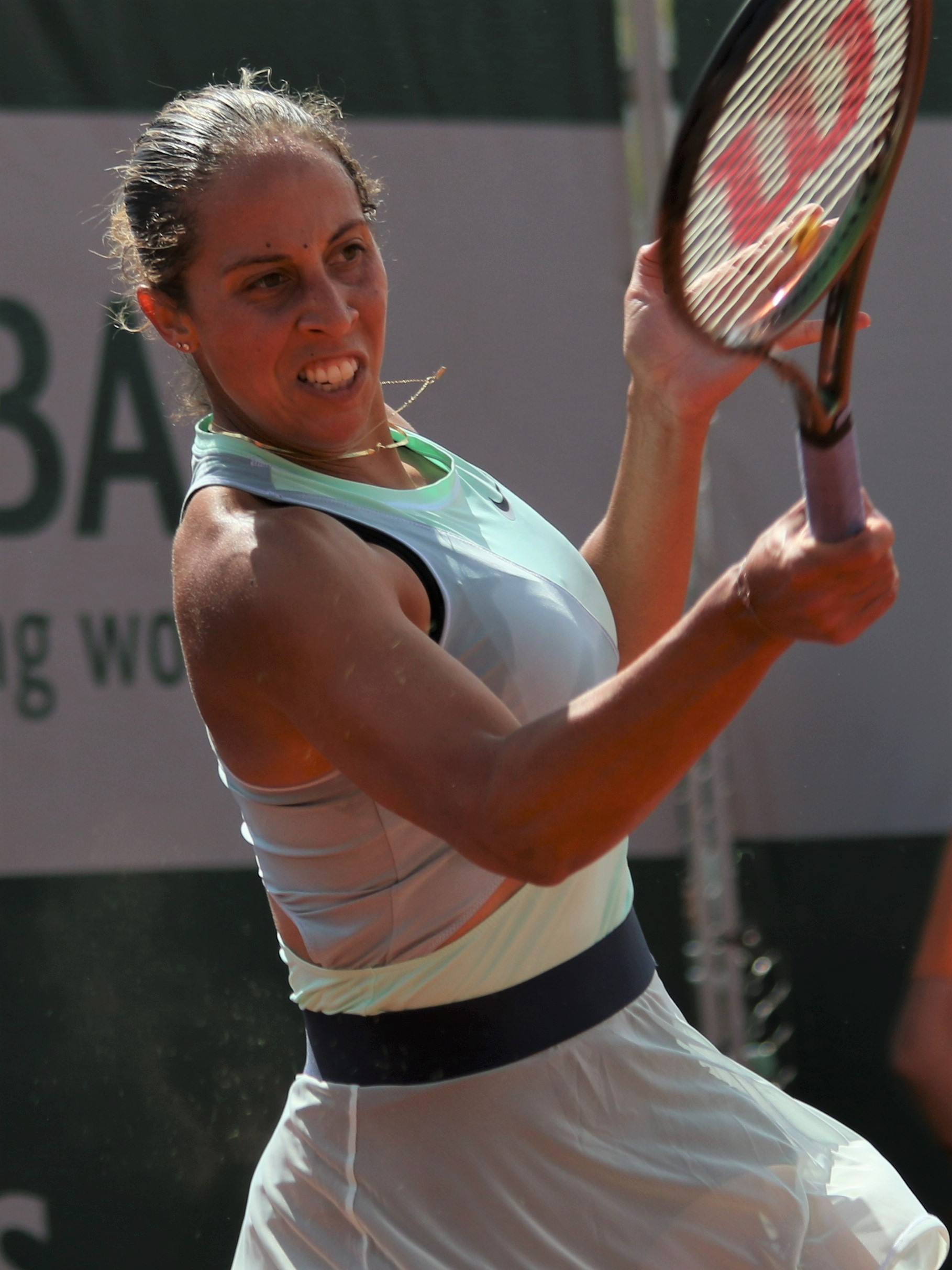
Madison Keysová ženská dvouhra
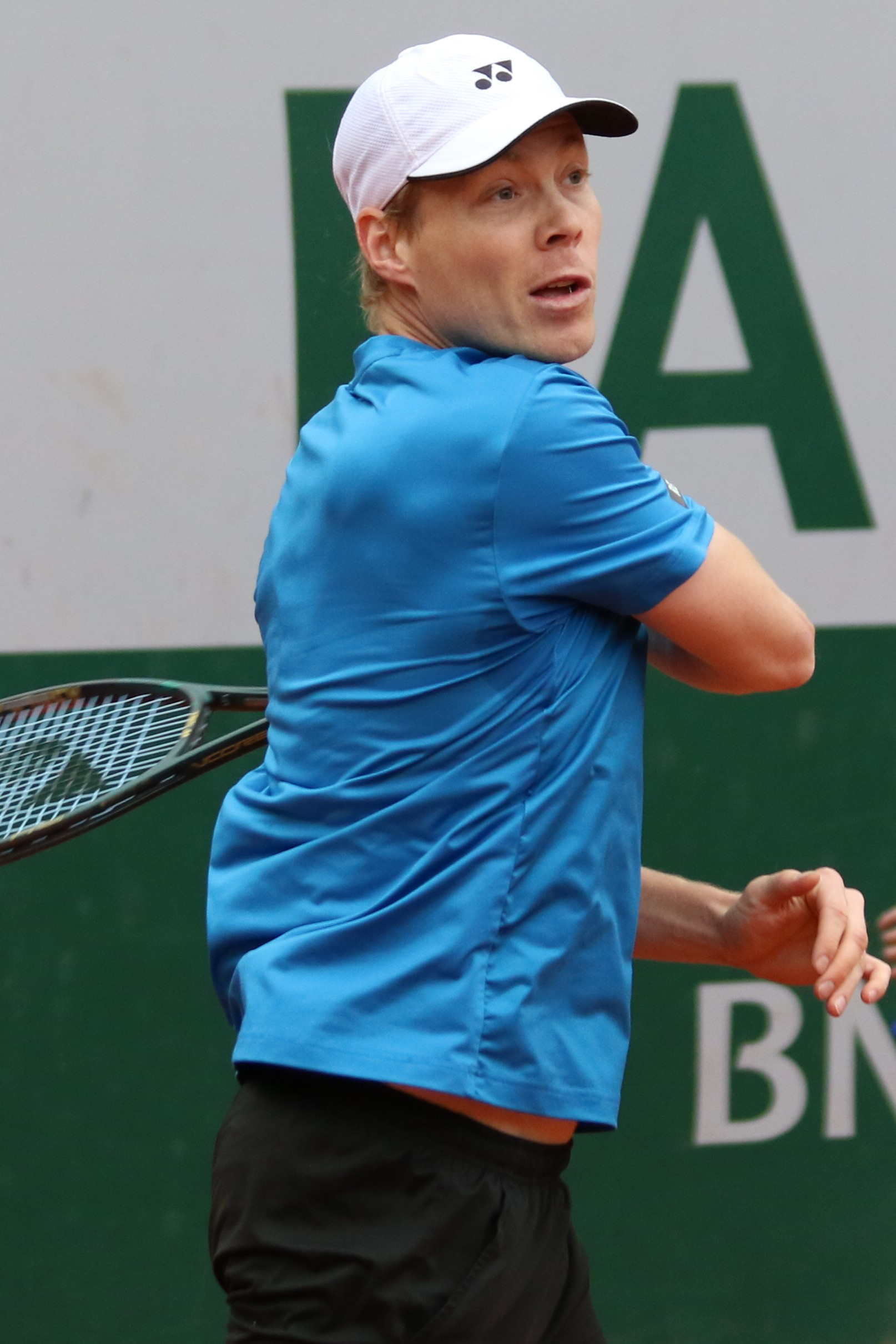
Harri Heliövaara mužská čtyřhra
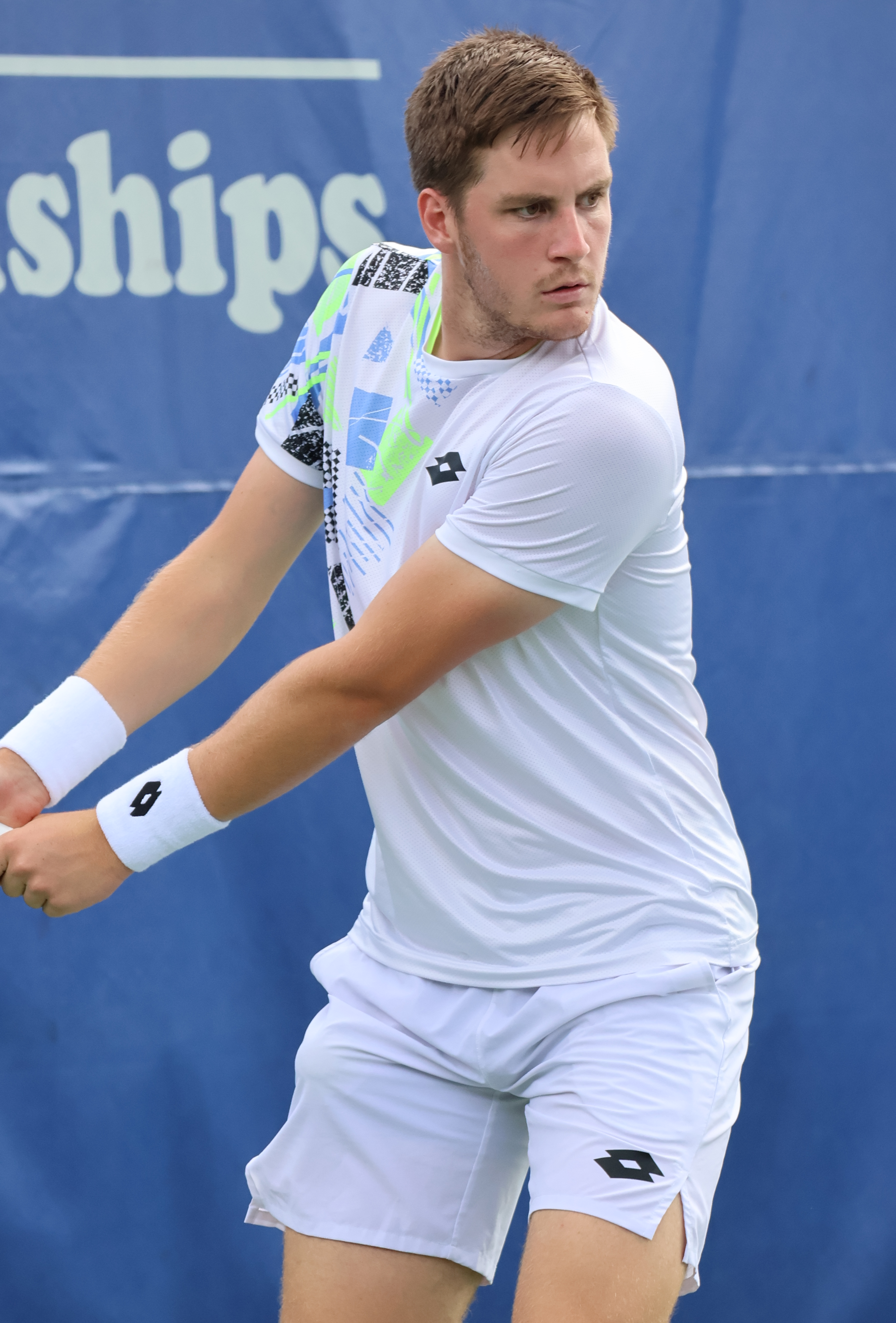
Henry Patten mužská čtyřhra
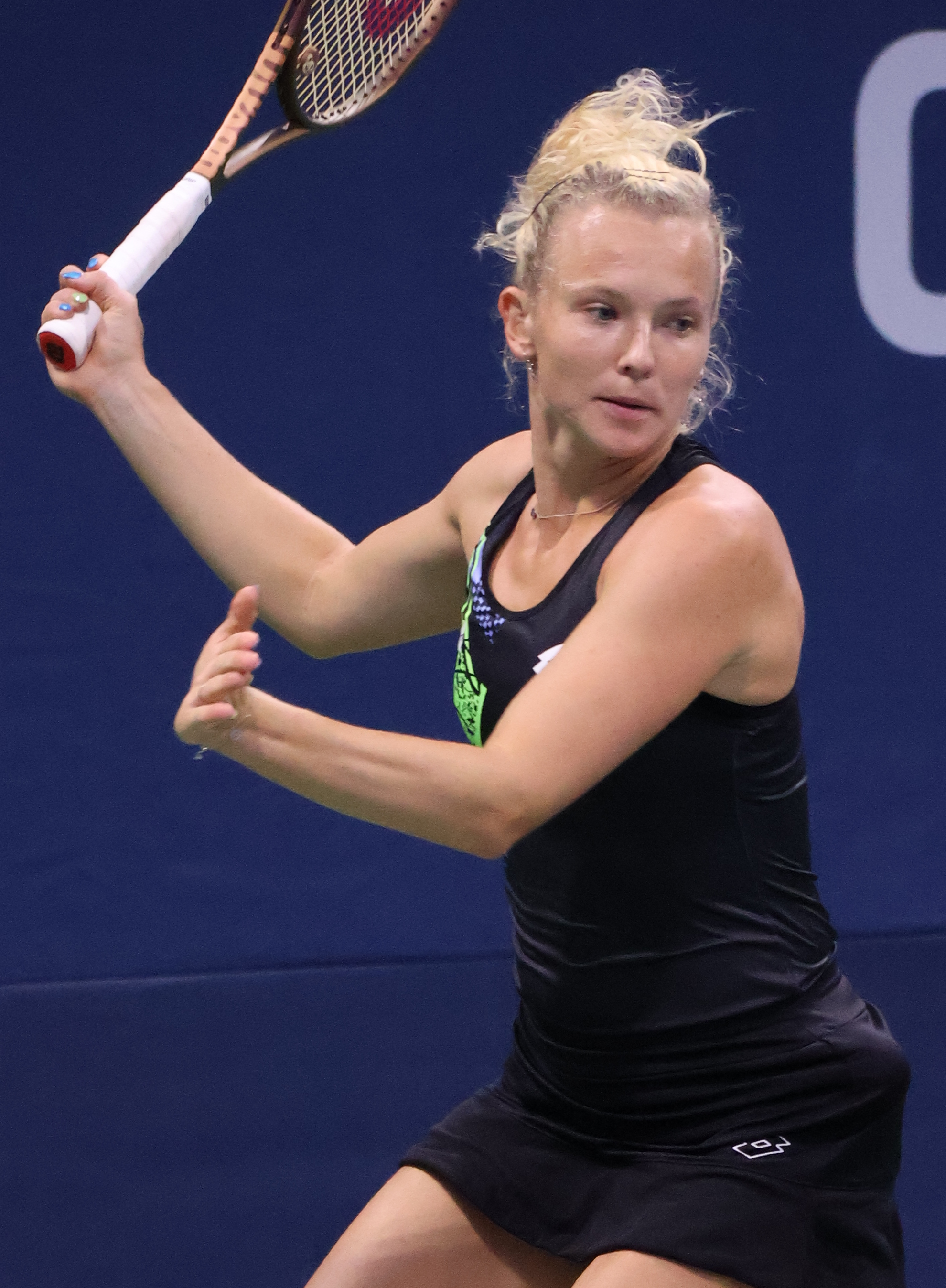
Kateřina Siniaková ženská čtyřhra
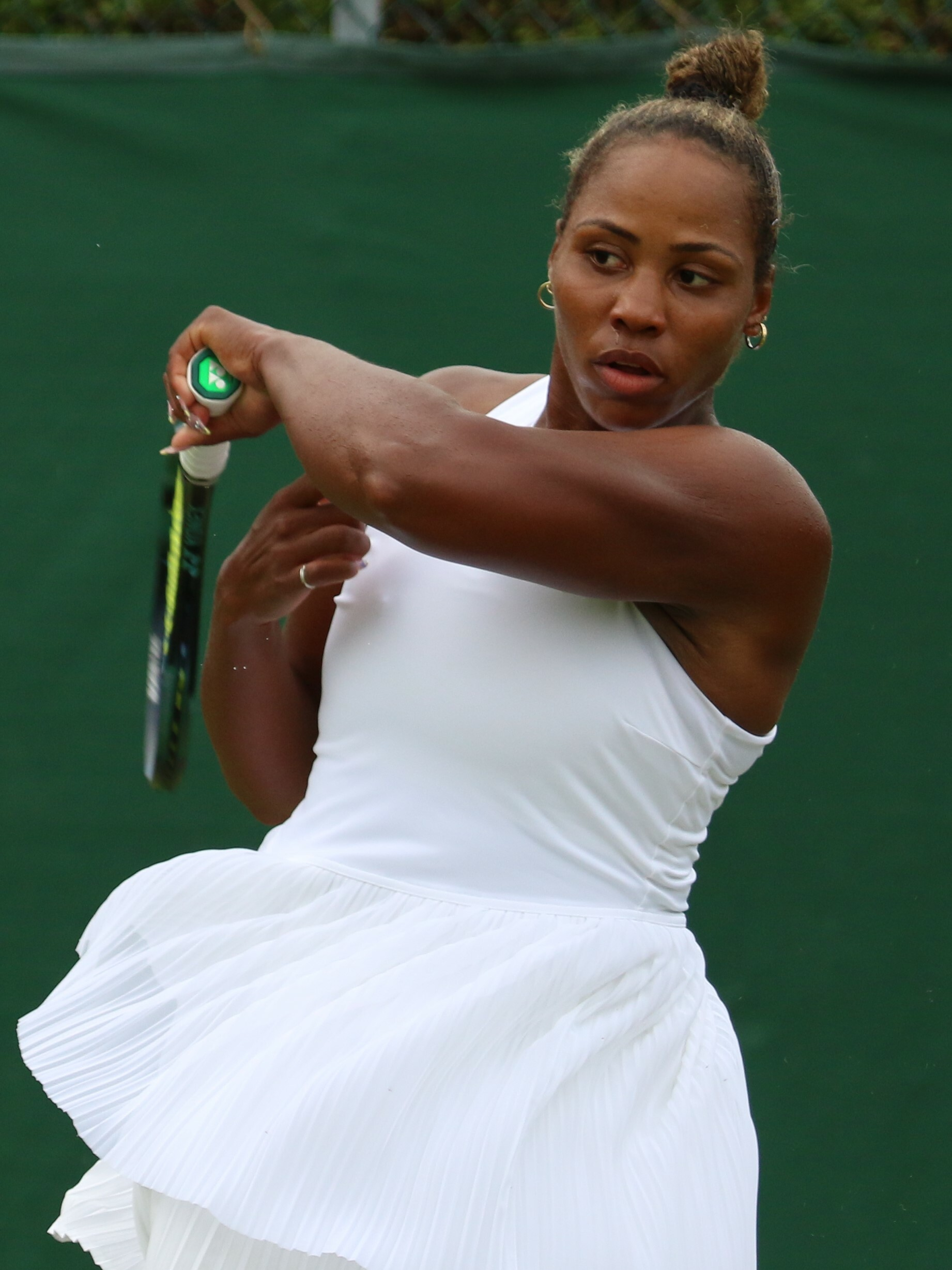
Taylor Townsendová ženská čtyřhra
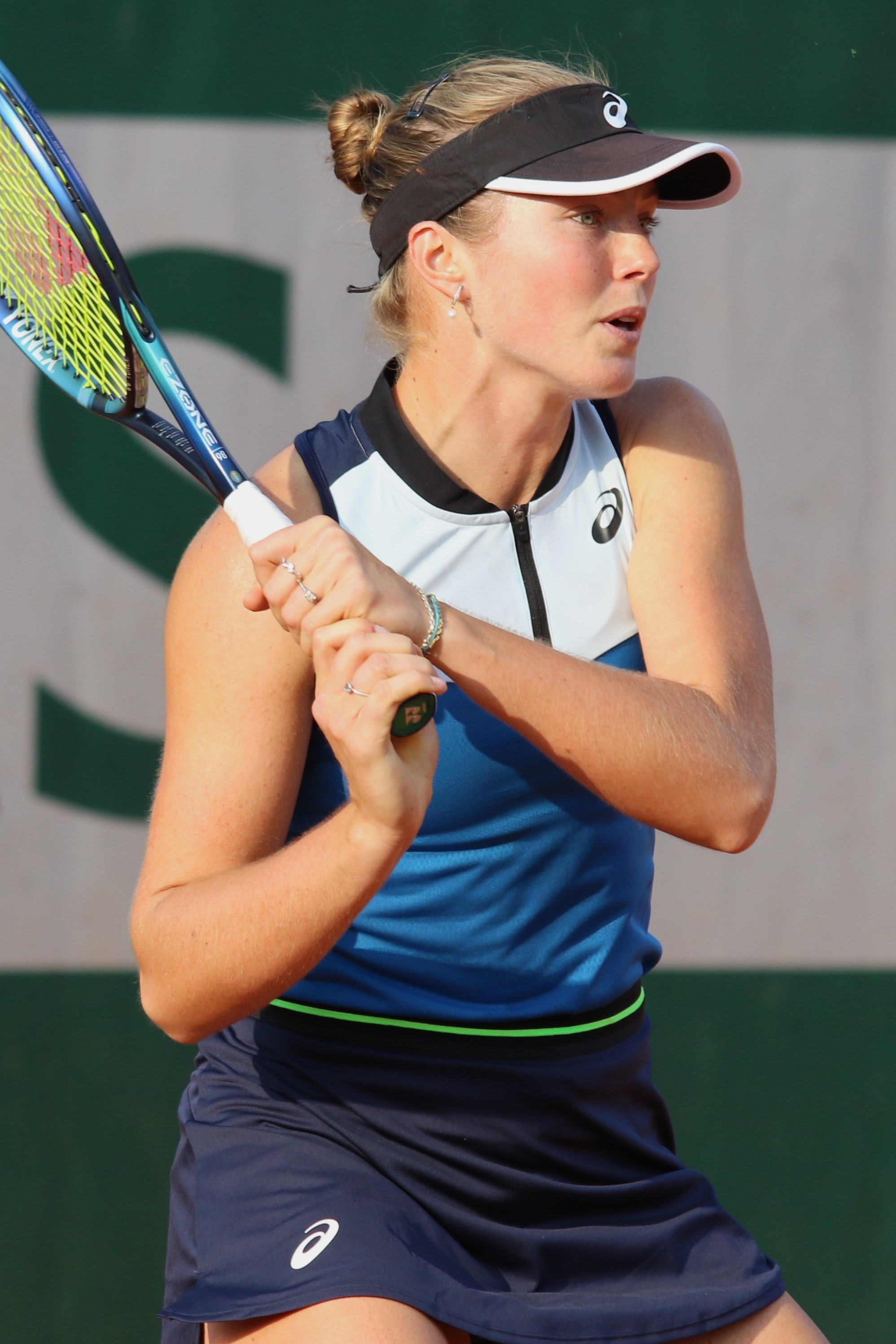
Olivia Gadecká smíšená čtyřhra
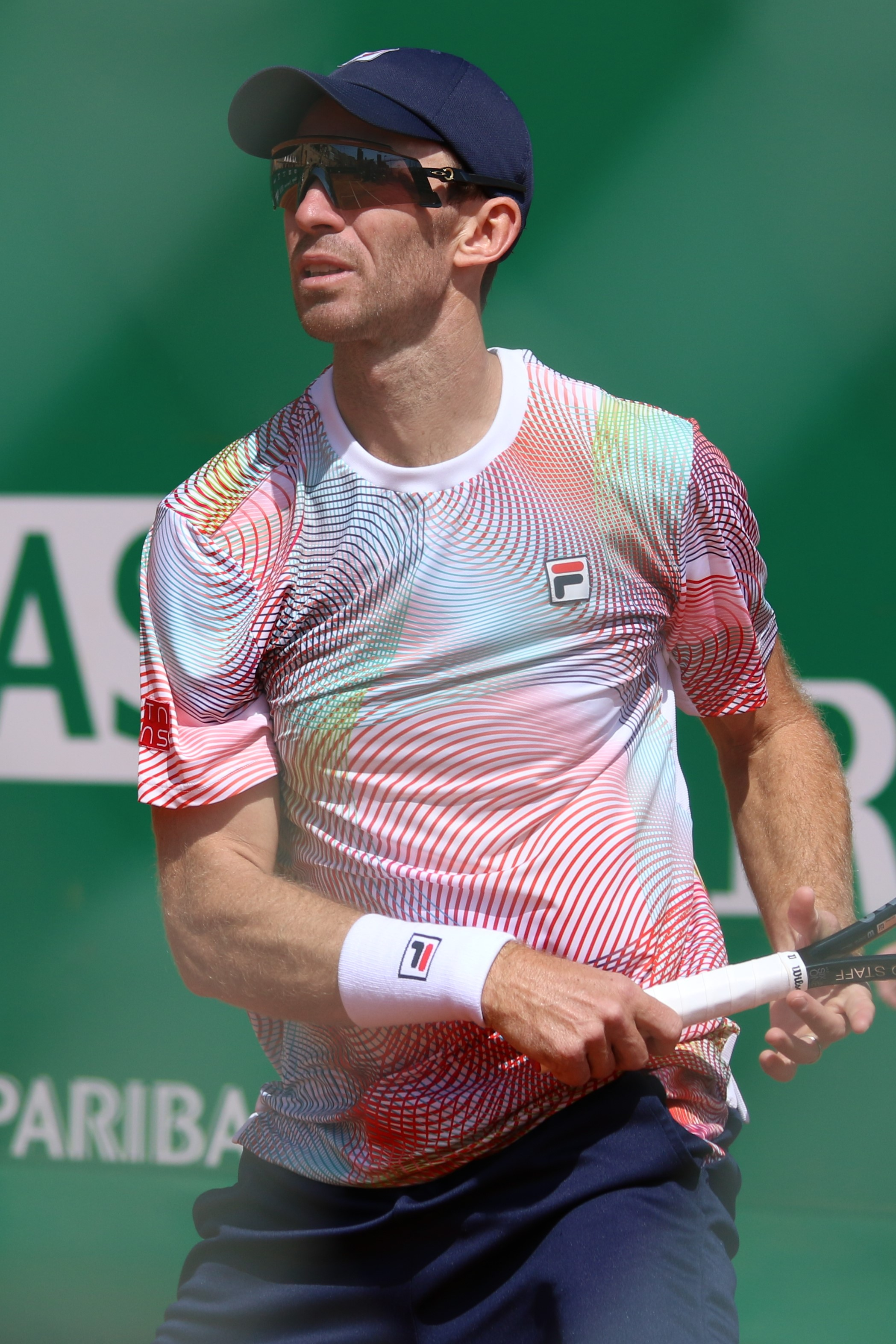
John Peers smíšená čtyřhra

## Dotace turnaje
Celková dotace Australian Open 2025 činila 96,5 milionů australských dolarů, což představovalo meziroční navýšení o 11,56 %.
Nejvyšší podíl nárůstu zaznamenala třetí kola dvouher, kde se částka zvýšila o 13,73 % na 290 tisíc australských dolarů. Vyřazení v prvním kole singlu obdrželi 132 tisíc australských dolarů, znamenající růst o 10 % vůči předchozímu ročníku. Vítězové dvouher získali 3,5 milionu australských dolarů, o 11 % více než v roce 2024. V rámci desetiletí rozpočet vzrostl o 119,32 %, když v ročníku 2016 činil 44 milionů australských dolarů. Za předchozích pět ročníku se zvýšil o 36 % z dotace 71,5 milionů v sezóně 2021.
| Soutěž                                                                   | vítězové     | finalisté    | semifinalisté | čtvrtfinalisté | 16 v kole  | 32 v kole  | 64 v kole  | 128 v kole | Q3        | Q2        | Q1        |
| ------------------------------------------------------------------------ | ------------ | ------------ | ------------- | -------------- | ---------- | ---------- | ---------- | ---------- | --------- | --------- | --------- |
| dvouhry                                                                  | 3 500 000 A$ | 1 900 000 A$ | 1 100 000 A$  | 665 000 A$     | 420 000 A$ | 290 000 A$ | 200 000 A$ | 132 000 A$ | 72 000 A$ | 49 000 A$ | 35 000 A$ |
| čtyřhry                                                                  | 810 000 A$   | 440 000 A$   | 250 000 A$    | 142 000 A$     | 82 000 A$  | 58 000 A$  | 40 000 A$  | —          | —         | —         | —         |
| mix                                                                      | 175 000 A$   | 97 750 A$    | 52 500 A$     | 27 750 A$      | 14 000 A$  | 7 250 A$   | —          | —          | —         | —         | —         |
| Částky jsou uváděny v australských dolarech, v soutěžích čtyřher na pár. |              |              |               |                |            |            |            |            |           |           |           |

Vysvětlivky
1. 1 2 3  Poražení v 1.–3. kole kvalifikace

## Bodové hodnocení
Rozpis bodů do žebříčků ATP, WTA a ITF juniorů a vozíčkářů.
| Soutěž                | vítězové | finalisté | semifinalisté | čtvrtfinalisté | 16 v kole | 32 v kole | 64 v kole | 128 v kole | QV | Q3 | Q2 | Q1 |
| --------------------- | -------- | --------- | ------------- | -------------- | --------- | --------- | --------- | ---------- | -- | -- | -- | -- |
| Dvouhra mužů          | 2000     | 1300      | 800           | 400            | 200       | 100       | 50        | 10         | 30 | 16 | 8  | 0  |
| Čtyřhra mužů          | 2000     | 1200      | 720           | 360            | 180       | 90        | 0         | —          | —  | —  | —  | —  |
| Dvouhra žen           | 2000     | 1300      | 780           | 430            | 240       | 130       | 70        | 10         | 40 | 30 | 20 | 2  |
| Čtyřhra žen           | 2000     | 1300      | 780           | 430            | 240       | 130       | 10        | —          | —  | —  | —  | —  |
| Dvouhra juniorů       | 1000     | 700       | 490           | 300            | 180       | 90        | 25        | —          | —  | —  | —  | —  |
| Dvouhra juniorek      | 1000     | 700       | 490           | 300            | 180       | 90        | 25        | —          | —  | —  | —  | —  |
| Čtyřhra juniorů       | 750      | 525       | 367           | 225            | 135       | —         | —         | —          | —  | —  | —  | —  |
| Čtyřhra juniorek      | 750      | 525       | 367           | 225            | 135       | —         | —         | —          | —  | —  | —  | —  |
| Dvouhra vozíčkářů     | 800      | 500       | 375           | 200            | 100       | —         | —         | —          | —  | —  | —  | —  |
| Dvouhra kvadruplegiků | 800      | 500       | 375           | 200            | 100       | —         | —         | —          | —  | —  | —  | —  |
| Čtyřhra vozíčkářů     | 800      | 500       | 375           | 100            | —         | —         | —         | —          | —  | —  | —  | —  |
| Čtyřhra kvadruplegiků | 800      | 500       | 375           | 100            | —         | —         | —         | —          | —  | —  | —  | —  |

Vysvětlivky
1. ↑  Vítěz kvalifikačního kola postupující do dvouhry. Kvalifikantům se v případě prohry v prvním kole dvouhry započetly vyšší hodnota bodů za výhru v kvalifikaci namísto bodů určených pro poražené v úvodu dvouhry.
2. 1 2 3  Poražení v 1.–3. kole kvalifikace

## Přehled finále

### Mužská dvouhra
- Jannik Sinner vs.  Alexander Zverev, 6–3, 7–6(7–4), 6–3

### Ženská dvouhra
- Madison Keysová vs.   Aryna Sabalenková, 6–3, 2–6, 7–5

### Mužská čtyřhra
- Harri Heliövaara /  Henry Patten vs.  Simone Bolelli /  Andrea Vavassori, 6–7(16–18), 7–6(7–5), 6–3

### Ženská čtyřhra
- Kateřina Siniaková /  Taylor Townsendová vs.  Sie Šu-wej /  Jeļena Ostapenková, 6–2, 6–7(4–7), 6–3

### Smíšená čtyřhra
- Olivia Gadecká /  John Peers vs.  Kimberly Birrellová /  John-Patrick Smith, 3–6, 6–4, [10–6]

### Dvouhra juniorů
- Henry Bernet vs.  Benjamin Willwerth, 6–3, 6–4

### Dvouhra juniorek
- Wakana Sonobeová vs.  Kristina Pěničková, 6–0, 6–1

### Čtyřhra juniorů
- Maxwell Exsted /  Jan Kumstát vs.  Ognjen Milić /   Jegor Plešivcev, 7–6(8–6), 6–3

### Čtyřhra juniorek
- Annika Pěničková /  Kristina Pěničková vs.  Emerson Jones /  Hannah Klugman, 6–4, 6–2

### Dvouhra vozíčkářů
- Alfie Hewett vs.  Tokito Óda, 6–4, 6–4

### Dvouhra vozíčkářek
- Jui Kamidžiová vs.  Aniek van Kootová, 6–2, 6–2

### Čtyřhra vozíčkářů
- Alfie Hewett /  Gordon Reid vs.  Daniel Caverzaschi /  Stéphane Houdet, 6–2, 6–4

### Čtyřhra vozíčkářek
- Li Siao-chuej /  Wang C'-jing vs.  Manami Tanaková /  Ču Čen-čen, 6–2, 6–3

### Dvouhra kvadruplegiků
- Sam Schröder vs.  Niels Vink, 7–6(9–7), 7–5

### Čtyřhra kvadruplegiků
- Andy Lapthorne /  Sam Schröder vs.  Guy Sasson /  Niels Vink, 6–1, 6–4

### Juniorská dvouhra vozíčkářů
- Charlie Cooper vs.  Alexander Lantermann, 6–2, 6–2

### Juniorská dvouhra vozíčkářek
- Vitória Mirandová vs.  Sabina Czauzová, 0–6, 6–3, 7–6(10–4)

### Juniorská čtyřhra vozíčkářů
- Luiz Calixto /  Charlie Cooper vs.  Alexander Lantermann /  Benjamin Wenzel, 6–3, 6–0

### Juniorská čtyřhra vozíčkářek
- Luna Grypová /  Vitória Mirandová vs.  Sabina Czauzová /  Ailina Mosková, 6–1, 6–1